# 張約 (成化進士)
張約，字文博，江西饒州府樂平縣人，民籍，明朝政治人物。進士出身。

## 生平
早年出身府學生，江西鄉試第六名。成化十四年（1478年）戊戌科會試，殿試登進士第二甲第六十三名。

## 家族
曾祖父張興甫。祖父張彥友。父亲張孟瑺。